# Dínó (film)
A Dínó (eredeti cím: Dinosaur) 2000-ben bemutatott amerikai 3D-s számítógépes animációs kalandfilm, amely a 39. Disney-film. Az animációs játékfilm rendezői Eric Leighton és Ralph Zondag, producere Pam Marsden. A forgatókönyvet Thom Enriquez, John Harrison, Robert Nelson Jacobs, Ralph Zondag és Walon Green írta, a zenéjét James Newton Howard szerezte. A mozifilm a Walt Disney Pictures és a Walt Disney Feature Animation gyártásában készült, a Buena Vista Pictures forgalmazásában jelent meg.
Az Amerikai Egyesült Államokban 2000. május 19-én, Magyarországon 2000. november 30-án mutatták be a mozikban.

## Cselekmény
A cselekmény a dinoszauruszok korában játszódik. Aladár, az iguanodon tojásként kalandos módon kerül a fészkéből egy egzotikus szigetre, ahol csak lemurok élnek. A magára hagyatott csöppséget is egy lemurcsalád fogadja be, akik saját gyerekükként nevelik fel. Évekkel később Aladár már sokkal nagyobb és súlyosabb, mint nevelőcsaládjának bármelyik tagja, de ettől még boldog családként élnek. Idillikus életük akkor ér véget, amikor egy nap meteor csapódik az óceánba, nem messze a szigettől, és a lökéshullámban a sziget mindenestül elpusztul. Aladárék is éppen csak hogy meg tudnak menekülni, mikor Aladár a családjával a hátán a vízbe ugrik és a szárazföld felé veszi az irányt. Ott azonban kiderül, hogy a szárazföldet is kietlen sivataggá változtatta a becsapódás, így megannyi más növényevő dinoszaurusszal együtt Aladárék is új, virágzó területek felé indulnak. Vándorlásukat bonyolítják a ragadozók és Kron, a nehézfejű iguanodon, aki a csorda vezére, valamint Neera, az iguanodonlány, aki nagy benyomást tesz Aladárra...

## Szereplők
| Szereplők   | Eredeti hang       | Magyar hang     | Leírás                                               |
| ----------- | ------------------ | --------------- | ---------------------------------------------------- |
| Aladár      | D. B. Sweeney      | Crespo Rodrigo  | iguanodon, melyet örökbe fogadott a lemur család     |
| Plio        | Alfre Woodard      | Kovács Nóra     | nőstény lemur, Suri anyja, Zini nővére, és Yar lánya |
| Yar         | Ossie Davis        | Makay Sándor    | lemurvezér, Plio és Zini apja, Suri nagyapja         |
| Zini        | Max Casella        | Csőre Gábor     | mókás lemur, Aladár legjobb barátja, Plio öccse      |
| Suri        | Hayden Panettiere  | Czető Zsanett   | lemur kislány, Plio lánya, Zini unokahúga            |
| Kron        | Samuel E. Wright   | Csurka László   | iguanodon, a dinoszaurusz csorda vezére              |
| Bruton      | Peter Siragusa     | Rajhona Ádám    | iguanodon, Kron alvezére                             |
| Neera       | Julianna Margulies | Kováts Adél     | Aladárral egyidős nőstény iguanodon, Kron húga       |
| Baylene     | Joan Plowright     | Győri Ilona     | idős nőstény brachiosaurus                           |
| Eema        | Della Reese        | Tábori Nóra     | idős nőstény styracosaurus                           |
| Url         | Frank Welker       | saját hangján   | ankylosaurus, Eema háziállata                        |
| Fiatal Zini | N/A                | Baradlay Viktor | Zini gyerekkori énje                                 |